# Lorategi-hiri

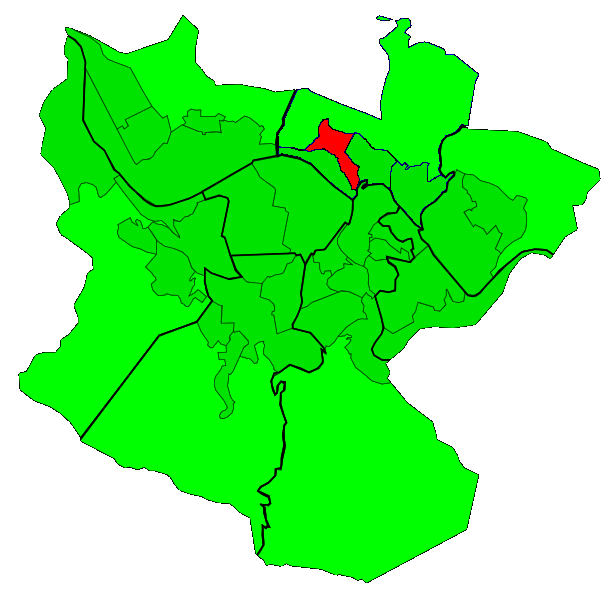
Ubicació de Lorategi-hiri

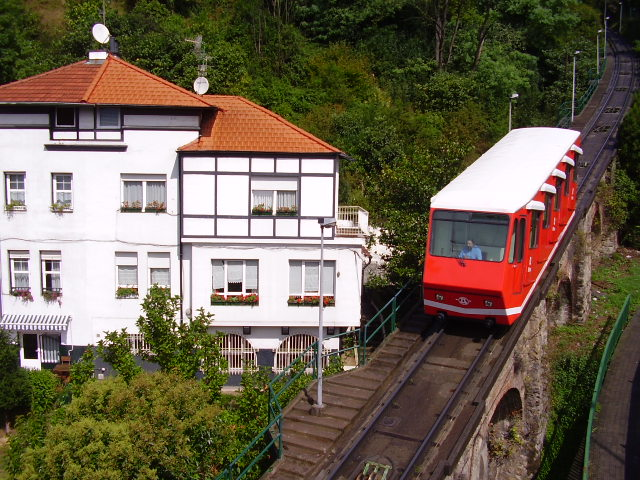
Funicular al seu pas per Lorategi-hiri

Lorategi-hiri (en castellà, Ciudad Jardín) és un barri de Bilbao dins el districte d'Uribarri, que forma una unitat amb el de Matiko. Comprèn la part del barri situada entre l'avinguda Maurice Ravel i la muntanya Artxanda. Va ser dissenyada per l'arquitecte bilbaí Pedro Ispizua barrejant zones verdes i cases baixes, com els barris de ciutat jardí que es van construir en diferents ciutats europees en el segle xix.

## Història
En 1922, el treballador bilbaí Celso Negueruela va proposar la creació d'una cooperativa, per construir als afores de Bilbao cases per a treballadors. Les cases van ser construïdes en un estil neo-basc, tenien dos pisos i a cada casa hi havia dos habitatges. Les superfícies dels habitatges oscil·laven entre els 112 i els 160 metres quadrats.
Al principi, la intenció era construir cases barates per als treballadors, però els costos van ser creixent i finalment van haver de pagar entre 16.000 i 23.000 pessetess per cada habitatge.